# RTSH
Đài Phát thanh - Truyền hình Albania (tiếng Albania: Radio Televizioni Shqiptar), (viết tắt: RTSH) là đài truyền hình công cộng quốc gia thuộc sở hữu của Tổng thống Albania. Thành lập vào ngày 28 tháng 11 năm 1938. RTSH được tài trợ kinh phí bởi chính phủ Albania. RTSH cũng là thành viên đồng sáng lập tổ chức Liên hiệp Phát sóng châu Âu.